# افت نمایی

یک معادله با افت نمایی. ضریب‌های افت بزرگتر این معادله تخریبی را سریع‌تر می‌سازند. این نمودار ضریب افت (λ) ۲۵, ۵, ۱, ۱/۵, و ۱/۲۵ برای x از ۰ تا ۵ است.

نمودار واپاشی هسته‌ای با ضریب واپاشی

افت نمایی (به انگلیسی: Exponential decay) برای کمیتی به کار می‌رود که با نرخی متناسب به مقدار کنونی‌اش کاهش می‌یابد. به‌طور نمادین، این فرایند می‌تواند از طریق معادله دیفرانسیل بیان شود. که در آن N کمیت است و λ (لاندا) یک نرخ مثبت به نام ثابت افت نمایی، ثابت فروپاشی، ثابت ترخ، یا ثابت تبدیل:
{\displaystyle {\frac {dN}{dt}}=-\lambda N}
جواب این معادله (به مشتق زیر مراجعه کنید) این است:
{\displaystyle N(t)=N_{0}e^{-\lambda t},}
که در آن {\displaystyle N(t)} کمیتی در زمان t است، {\textstyle N_{0}=N(0)} کمیت اولیه است، یعنی کمیت در زمان {\displaystyle t=0}.

## اندازه‌گیری نرخ افت

### طول‌عمر متوسط
اگر کمیت افت‌کننده، N(t)، تعداد عناصر گسسته در یک مجموعه معین باشد، می‌توان میانگین مدت زمانی را که یک عنصر در مجموعه باقی می‌ماند محاسبه کرد. این متوسط طول‌عمر (یا به سادگی طول‌عمر) نامیده می‌شود، که در آن ثابت زمانی نمایی،{\displaystyle \tau } ، به صورت زیر به ثابت نرخ افت λ مربوط می‌شود:
{\displaystyle \tau ={\frac {1}{\lambda }}.}
متوسط طول‌عمر را می‌توان به عنوان یک «زمان مقیاس‌بندی» در نظر گرفت، زیرا معادله افت نمایی را می‌توان برحسب طول‌عمر متوسط، 𝜏، به جای ثابت افت λ نوشت:
{\displaystyle N(t)=N_{0}e^{-t/\tau },}
و آن 𝜏 زمانی است که در آن جمعیت مجموعه به 1/e ≈ ۰٫۳۶۷۸۷۹۴۴۱ برابر مقدار اولیه آن کاهش می‌یابد. این معادل log𝑒2 ≈ ۱٫۴۴۲۶۹۵ نیمه‌عمر است.

### نیمه‌عمر
مشخصه شهودی تر افت نمایی برای بسیاری از افراد زمان مورد نیاز برای کاهش کمیت افت به نصف مقدار اولیه آن است. (اگر N(t) گسسته باشد، این زمان میانه طول‌عمر به‌جای متوسط طول‌عمر است) این زمان نیمه‌عمر نامیده می‌شود و اغلب با نماد {\displaystyle t_{\frac {1}{2}}} نشان داده می‌شود. نیمه‌عمر را می‌توان برحسب ثابت افت یا متوسط طول‌عمر نوشت:
{\displaystyle \lambda ={\frac {1}{T_{av}}}={\frac {\ln 2}{T_{1/2}}}}
که در آن Tav طول‌عمر متوسط است و T1/2 نیمه‌عمر است.

## کاربردها

### الکترونیک
بار الکتریکی (یا به‌طور معادل، پتانسیل) موجود در خازن (ظرفیت C) با افت نمایی تخلیه می‌شود (زمانی که خازن بار خارجی ثابتی با مقاومت R را تجربه می‌کند) و به‌طور مشابه با تصویر آینه‌ای افت نمایی شارژ می‌شود (زمانی که خازن از یک منبع ولتاژ ثابت ازطریق یک مقاومت ثابت شارژ می‌شود). ثابت زمانی نمایی برای فرایند {\textstyle \tau =R\,C} است بنابراین نیمه‌عمر {\textstyle RC\ln(2)} است. همین معادلات را می‌توان برای دوگان جریان در یک سلف اعمال کرد.

### فیزیک ذرات
تعداد ذرات باقیمانده در یک واپاشی از فرمول زیر-که به ثابت واپاشی وابسته است-به‌دست می‌آید:
{\displaystyle N=N_{0}e^{-\lambda t}\!}
این رابطه در واپاشی هسته‌ای، میزان واپاشی با مقدار ماده پرتوزا است. که در این تعریف N کمیت ماده پرتوزا است. لاندا در اینجا یک ضریب تناسب است که مقدار مثبتی داشته و واحد آن معکوس زمان است.
که در آن:
N تعداد ذرات باقیمانده
N0 ذرات اولیه
{\displaystyle \lambda } ثابت واپاشی
t زمان است